# Ehretia tinifolia
El roble prieto de Cuba o nambimbo  (Ehretia tinifolia) es una especie fanerógama perteneciente a la familia Boraginaceae.

## Descripción
Son árboles que alcanzan un tamaño de hasta 15(-25) m de altura; ramitas esencialmente glabras. Hojas persistentes, las plantas perennifolias; láminas foliares (5-)6.5-12(-16.5) × (2.5-)3-6(-8) cm, elípticas, el haz glabro y brillante, el envés glabro, la base obtusa a aguda, los márgenes enteros, el ápice obtuso a redondeado; pecíolos (3-)5-10(-14) mm, glabros. Inflorescencias 7-15 cm, terminales, paniculadas, las ramas glabras. Flores bisexuales, sésiles o cortamente pediceladas; cáliz 1.5-2 mm, campanulado, glabro en la superficie externa, ciliado a lo largo del margen interior, los lobos 5, 1.5-2 mm, ovados; corola 4-4.6 mm, blanca, tubular-campanulada con los lobos reflexos, los lobos 5, 2.5-5 × 1.3-1.7 mm, anchamente oblongos a oblongo-ovados; filamentos 3-4.5 mm, libres los 2-3 mm apicales, glabros; ovario 1-1.2 × c. 1 mm, ovoide a anchamente ovoide, el estilo 2-3.4 mm, los estigmas truncados. Drupas 5-7 × 4-6 mm, anchamente elipsoidales, glabras, amarillo-anaranjadas, el endocarpo dividiéndose en 2 pirenos 2-loculares, los pirenos con retículo elevado en la superficie externa.

## Distribución y hábitat
Se encuentra en la selvas bajas caducifolias, bordes de caminos, cultivada. 0-900(-1900) m. (México Sinaloa, Tamaulipas, San Luis Potosí, Nayarit, Michoacán, Guerrero, Morelos, Oaxaca, Veracruz, Mesoamérica, Cuba, La Española, Jamaica y las islas Caimán.

## Propiedades
En Yucatán, se aprovecha la corteza molida para cerrar las heridas. Además, se emplea en casos de sufrir insolación o contra los malos vientos.
Si se consumen frutas frescas de beek, podrían considerarse como una fuente alta de Se, proporcionando el 22.4% de la cantidad diaria recomendada. (RDA) (21.7% de la DRM), una buena fuente de Mg, y una fuente pobre de Fe y Mn. (referencia)
La actividad antioxidante de los frutos de E. tinifolia (DPPH, 303.8 mg EVC/100 g p.f.; ABTS, 84.1 mg EVC/100 g p.f.; EVC significa equivalentes de vitamina C) fue similar o mayor que lo registrado para varios frutos tropicales (e.g. naranja, guayaba o tuna). (referencia)

## Historia
En el siglo XVI, Francisco Hernández de Toledo menciona: "la raspadura de los tallos limpios de corteza cura las úlceras antiguas y pútridas".
Por su parte, Ricardo Ossado, en el Libro del Judío, a mediados del siglo XVIII relata: "se usa para la retención de orina, en forma de emplasto se pone sobre la verija a temperatura caliente, haciendo esto comenta se ha probado que atrae la piedra para afuera", y agrega; sus hojas estrujadas curan el vómito de sangre, conocido como ematemosis".
En el siglo XX, la Sociedad Mexicana de Historia Natural la reporta útil contra las úlceras pútridas. Maximino Martínez la señala contra enfermedades de los ríñones.

## Taxonomía
Ehretia tinifolia fue descrita por   Carlos Linneo y publicado en Systema Naturae, Editio Decima 2: 936. 1759.
Etimología
Ehretia: nombre genérico que hace el honor al botánico Georg Dionysius Ehret, un célebre botánico e ilustrador del siglo XVIII.
tinifolia: epíteto latino 
Sinonimia
- Ehretia campestris Salisb.
- Ehretia linifolia J.F.Gmel.
- Ehretia longifolia Miers
- Ehretia sulcata Miers
- Ehretia tenuifolia Houtt.
- Ehretia tinifolia M.Martens & Galeotti[7]